# Kolarstwo na Igrzyskach Małych Państw Europy 2011
Kolarstwo na Igrzyskach Małych Państw Europy 2011 odbyło się w dniach 31 maja - 3 czerwca na ulicach Księstwa Liechtenstein. Zawody odbyły się w dwóch dyscyplinach: kolarstwie szosowym (wyścig uliczny, jeździe ind. na czas) oraz w kolarstwie górskim. Reprezentanci Luksemburga wygrali w tabeli medalowej zawodów z łącznym dorobkiem siedmiu medali (w tym trzech złotych). 

## Medaliści

### Kolarstwo szosowe

#### Wyścig uliczny
| Kategoria |                   | Czas             |                  | Czas             |                     | Czas             |
| --------- | ----------------- | ---------------- | ---------------- | ---------------- | ------------------- | ---------------- |
| Mężczyźni | Bob Jungels       | 2:36:26,82 godz. | Stefan Küng      | 2:38:35,82 godz. | Pit Schlechter      | 2:38:35,94 godz. |
| Kobiety   | Christine Majerus | 1:53:56,74 godz. | Daniela Veronesi | 1:53:56,86 godz. | Nathalie Lamborelle | 1:53:56,95 godz. |

#### Jazda indywidualna na czas
| Kategoria |             | Czas          |             | Czas          |           | Czas          |
| --------- | ----------- | ------------- | ----------- | ------------- | --------- | ------------- |
| Mężczyźni | Bob Jungels | 30:17.28 min. | Stefan Küng | 31:29.58 min. | Tom Thill | 31:32.96 min. |

### Kolarstwo górskie
| Kategoria |                  | Czas             |                     | Czas             |                    | Czas             |
| --------- | ---------------- | ---------------- | ------------------- | ---------------- | ------------------ | ---------------- |
| Mężczyźni | Vasilis Adamou   | 1:19:19,18 godz. | Marios Athanasiadis | 1:21:36,53 godz. | Gusty Bausch       | 1:22:10,66 godz. |
| Kobiety   | Daniela Veronesi | 1:16:09,84 godz. | Margot Moschetti    | 1:21:55,36 godz. | Antri Christoforou | 1:23:04,33 godz. |

## Tabela medalowa
| Poz.  | Państwo       |   |   |   | Łącznie |
| ----- | ------------- | - | - | - | ------- |
| 1     | Luksemburg    | 3 | 0 | 4 | 7       |
| 2     | Cypr          | 1 | 1 | 1 | 3       |
| 3     | San Marino    | 1 | 1 | 0 | 2       |
| 4     | Liechtenstein | 0 | 2 | 0 | 2       |
| 5     | Monako        | 0 | 1 | 0 | 1       |
| Razem | Razem         | 5 | 5 | 5 | 15      |